# Micike és az Angyalok
A Micike és az Angyalok 1987-ben bemutatott magyar ifjúsági tévéfilm.

## Rövid leírása
A főszereplő, Elvira idősödő, férjezetlen hölgy, aki ügyvédje révén megtudja, hogy örökség révén őt illeti a házával szomszédos üres telek is, amire amúgy az ott élő közterületként tekintenek, a környék gyerekei pedig játszótérként használnak. A jogi eljárás keretében a terület lezárásra kerül, ebbe azonban sehogyan sem akarnak belenyugodni azok a gyerekek, akik addig ott fociztak. Úgy döntenek – élükön a három Angyal-testvérrel –, hogy felveszik a kesztyűt, és ha kell, elrabolják az örökösnő féltett macskáját is, a többszörös díjnyertes Dókalaki Micikét. Ám a bonyodalmak csak ekkor veszik igazán kezdetüket…

## Közreműködők

### Szereplők
- Mester Szilvia - Angyal Bori
- Szabó Róbert - Angyal Sanyi
- Tóth András - Angyal Misi
- Békés Itala - Dóka Elvira, a „Csontrakéta”
- Szersén Gyula - Angyal János
- Bezerédi Zoltán - Kazai, városi rendőrkapitány
- Basilides Zoltán
- Bencze Ferenc - "Kapd-el báró", állatnepper
- Detre Annamária
- Dávid Kiss Ferenc
- Dégi István
- Elek Ferenc
- Garamszegi Mária
- Gőz Márta
- Hunyadkürti István
- Karádi Judit
- Komlós András
- Komlós Juci
- Kun László
- Némedi Mari
- Paróczi Csaba
- Reviczky Gábor - Elvira ügyvédje
- Romhányi Rudolf
- Szilágyi István - Pünkösti, széptevő

### Alkotók
- Rendező: Markos Miklós
- Forgatókönyvíró: Markos Miklós
- Zeneszerző: Madarász Iván
- Operatőr: Molnár Miklós
- Dramaturg: Békés József